# Alcance efetivo

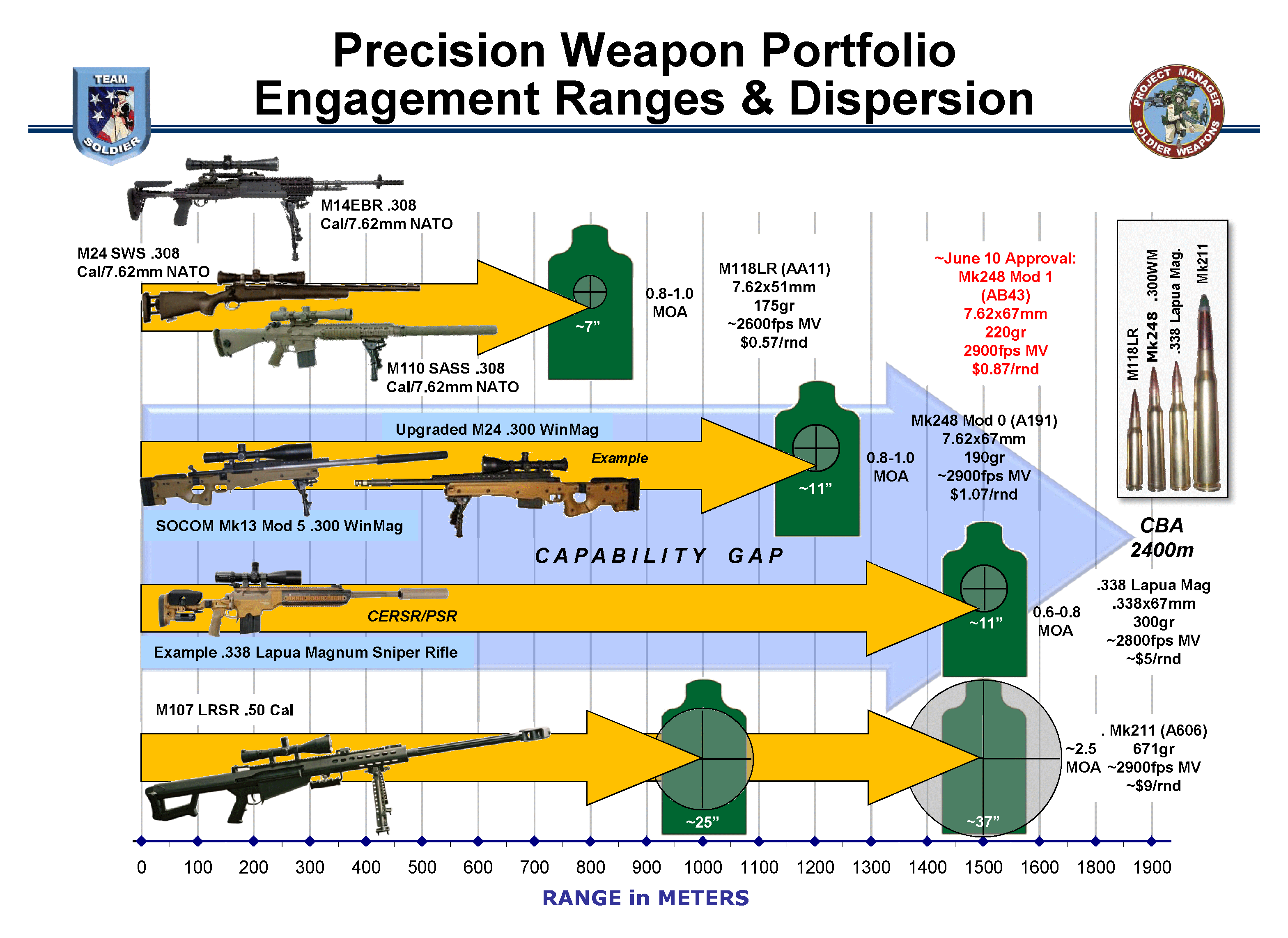
Precisão engajamento e dispersão de armas em relação ao alcance efetivo de cada munição (seta laranja).

Alcance efetivo é um termo com várias aplicações e definições em diversos ramos da ciência, dependendo do contexto.

## Distância
No contexto de distância, o alcance efetivo pode ser descrito como:
- uma distância entre dois pontos onde um ponto (receptor ou alvo) está sujeito a uma liberação de energia no outro ponto (fonte ou emissor). Para se determinar um alcance efetivo, as condições entre os dois pontos devem ser especificadas.
- a distância máxima na qual um dispositivo de medição ou receptor responderá previsivelmente a uma liberação de energia de magnitude especificada no ponto emissor.
- a distância máxima na qual a energia liberada de um dispositivo especificado causará o efeito desejado em um receptor alvo.

A dispersão angular pode ser significativa para a eficácia da propagação de energia assimétrica em direção a alvos pequenos.

### Armas
A seguinte definição foi atribuída ao Departamento de Defesa dos Estados Unidos: o alcance efetivo é "a distância máxima em que se espera que uma arma seja precisa e consiga o efeito desejado. A precisão é ambígua na ausência de uma probabilidade de acerto especificada por unidade de munição; e para qualquer arma, o efeito desejado pode ser interpretado de forma diferente dependendo do alvo. A interpretação subjetiva dessas variáveis tem causado debates infindáveis e acalorados por mais de um século.

### Veículos
Em um contexto mais amplo, o alcance efetivo descreve a distância que um veículo (incluindo plataformas de lançamento de armas como um navio ou aeronave) deve entregar uma carga útil especificada de uma base ou ponto de reabastecimento.

## Estatística
Em estatística, o alcance efetivo se refere à diferença entre o maior e o menor valor de um conjunto de observações quantificadas. Alguns observadores consideram apropriado remover valores atípicos incomumente altos ou baixos para estreitar a faixa observada a uma faixa efetiva da quantidade observada. As inferências baseadas no alcance efetivo têm valor um tanto duvidoso se o julgamento subjetivo for usado para determinar quais observações são descartadas.

## Física nuclear
Na pesquisa em física nuclear, o alcance efetivo é um parâmetro físico na dimensão do comprimento para caracterizar um potencial de poço de potencial infinito. Está relacionado à mudança de fase de espalhamento por,
{\displaystyle k\cot \delta =-\gamma +{\frac {1}{2}}\left(\gamma ^{2}+k^{2}\right)r_{0}+O\left(k^{4}r_{o}^{3}\right)}.
onde {\displaystyle \gamma } é definido pela relação da energia de ligação do deutério {\displaystyle \epsilon =\hbar ^{2}/M\gamma ^{2}}.
No limite de energia zero ({\displaystyle k^{2}/2m=0}), o comprimento de espalhamento pode ser relacionado ao efetivo comprimento com {\displaystyle \alpha ={\frac {1}{a}}=\gamma \left(1-{\frac {1}{2}}\gamma r_{0}\right)}.